# 伊藤順子 (フィギュアスケート選手)
伊藤 順子（いとう じゅんこ）は、日本のフィギュアスケート選手（アイスダンス、女子シングル）。現在はコーチ。パートナーは時田公明。1986年アジア冬季競技大会2位。

## 経歴
1976年、全日本ジュニア選手権の女子シングルで優勝する。
1984年、時田公明とカップルを組み、全日本選手権で佐藤紀子/高橋忠之組、田中智子/鈴木弘幸組に次いで3位に入る。
1985年、初出場となったNHK杯で6位、全日本選手権では2位に入り、昨年より順位を上げた。1986年アジア冬季競技大会では2位に入り、国際大会で初めて表彰台に立つ。1986年、NHK杯で9位、全日本選手権では2年連続で2位に入り、1987年の全日本選手権では3位となる。
引退後は、神奈川スケートリンクでコーチとして活動を行っている。

## 主な戦績
- 全日本ジュニア選手権は女子シングルの記録。

| 大会/年              | 1976-77 | 1984-85 | 1985-86 | 1986-87 | 1987-88 |
| -------------------- | ------- | ------- | ------- | ------- | ------- |
| 全日本選手権         |         | 3       | 2       | 2       | 3       |
| 全日本ジュニア選手権 | 1       |         |         |         |         |
| アジア冬季競技大会   |         |         | 2       |         |         |
| NHK杯                |         |         | 6       | 9       |         |